# سیارک ۸۸۸۵
سیارک ۸۸۸۵ (به انگلیسی: 8885 Sette، نامگذاری:1994EL3) هشت هزار و هشتصد و هشتاد و پنجمین سیارک کشف شده‌است که در ۱۳ مارس ۱۹۹۴ کشف شد.
قدر مطلق سیارک برابر ۱۳٫۹۰ است.